# Sarratella

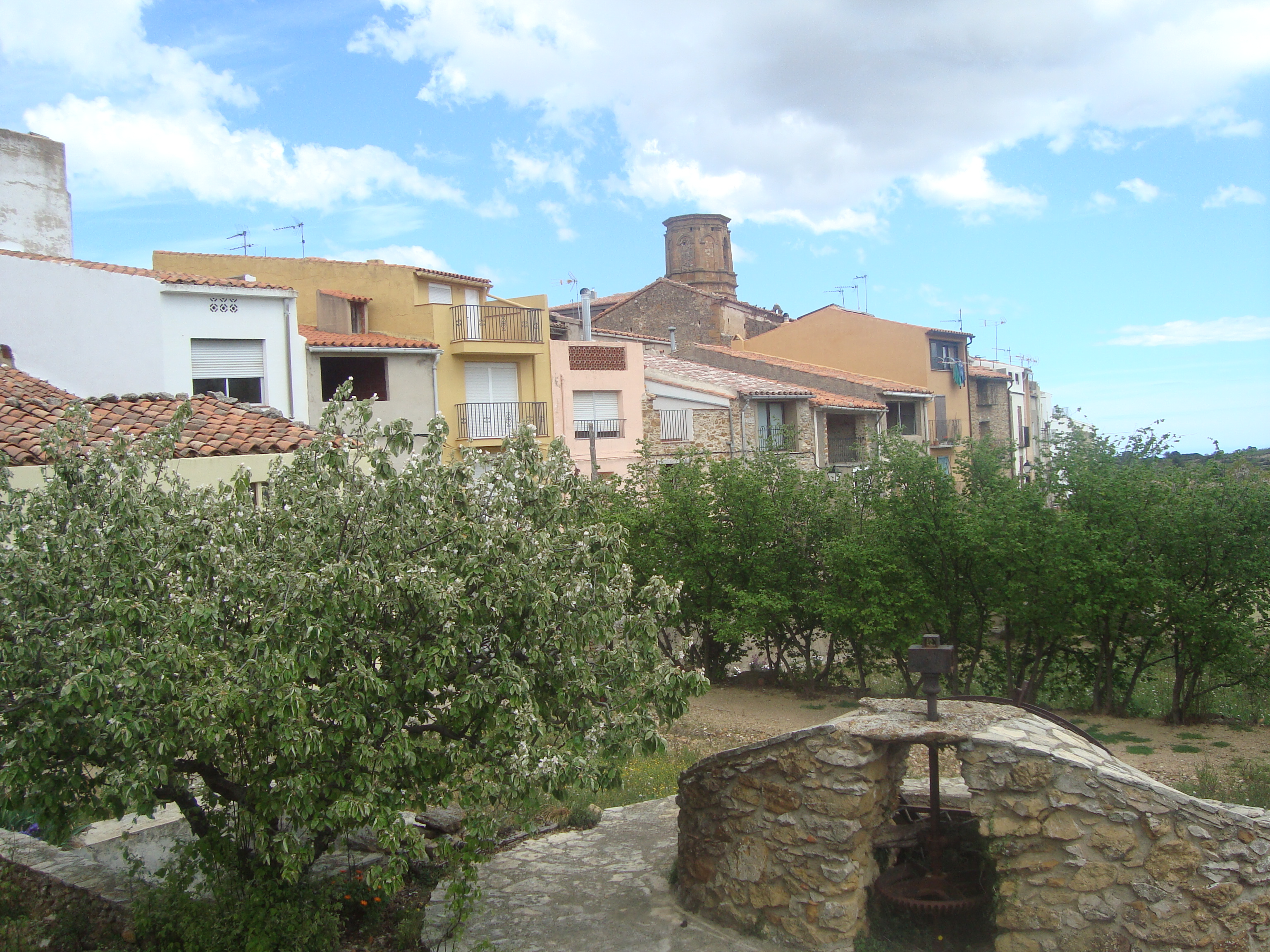
Panorámica de la Serratella

Sarratella (en valenciano y oficialmente la Serratella) es un pequeño municipio de la Comunidad Valenciana, España. Situado en el interior de la provincia de Castellón, en la comarca de la Alto Maestrazgo. Cuenta con 103 habitantes (INE 2022).

## Geografía
Situado en la parte oriental de la comarca del Alto Maestrazgo en plena sierra de Engarcerán, por tanto, en una zona muy montañosa y abrupta. La vegetación predominante del entorno son las encinas y los matorrales propios del monte bajo abundando las plantas aromáticas: romero, tomillo y lavanda.
El clima es mediterráneo, por la influencia de su proximidad al mar, pero con inviernos fríos.
Se accede a esta localidad desde Castellón tomando la CV-10 y luego la CV-154.
El término municipal de Sarratella limita con las localidades de Albocácer, Sierra Engarcerán y Cuevas de Vinromá, todas ellas de la provincia de Castellón.

## Historia
Fue denominada sierra de Bierach y perteneció al término general del castillo de Cuevas de Vinromá, siendo su primer señor feudal Don Blasco de Alagón. Como otros dominios de la zona, se integró en el patrimonio de la Orden de Calatrava pasando luego a manos de Artal de Alagón hasta que, en 1294, pasó a formar parte de la encomienda del Temple hasta la disolución de dicha orden militar por el papado y al crearse en los territorios de la corona de Aragón, la Orden de Montesa, como sucesora de aquella, se hizo cargo de sus bienes pasando Sarratella a su señorío hasta el siglo XIX.
Hasta 2023 el municipio perteneció a la comarca de la Plana Alta, cuando por motivos sociales, económicos y políticos fue transferido a la comarca del Alto Maestrazgo.

## Demografía
Sarratella cuenta con una población de 113 habitantes (INE 2024).
| Gráfica de evolución demográfica de Sarratella entre 1842 y 2021                                                    |
| |
| Población de derecho según los censos de población del INE Población de hecho según los censos de población del INE |

## Economía
Basada tradicionalmente en la agricultura de secano, con predominio del cultivo del olivo y almendro, y  en la ganadería.

## Cultura

### Patrimonio

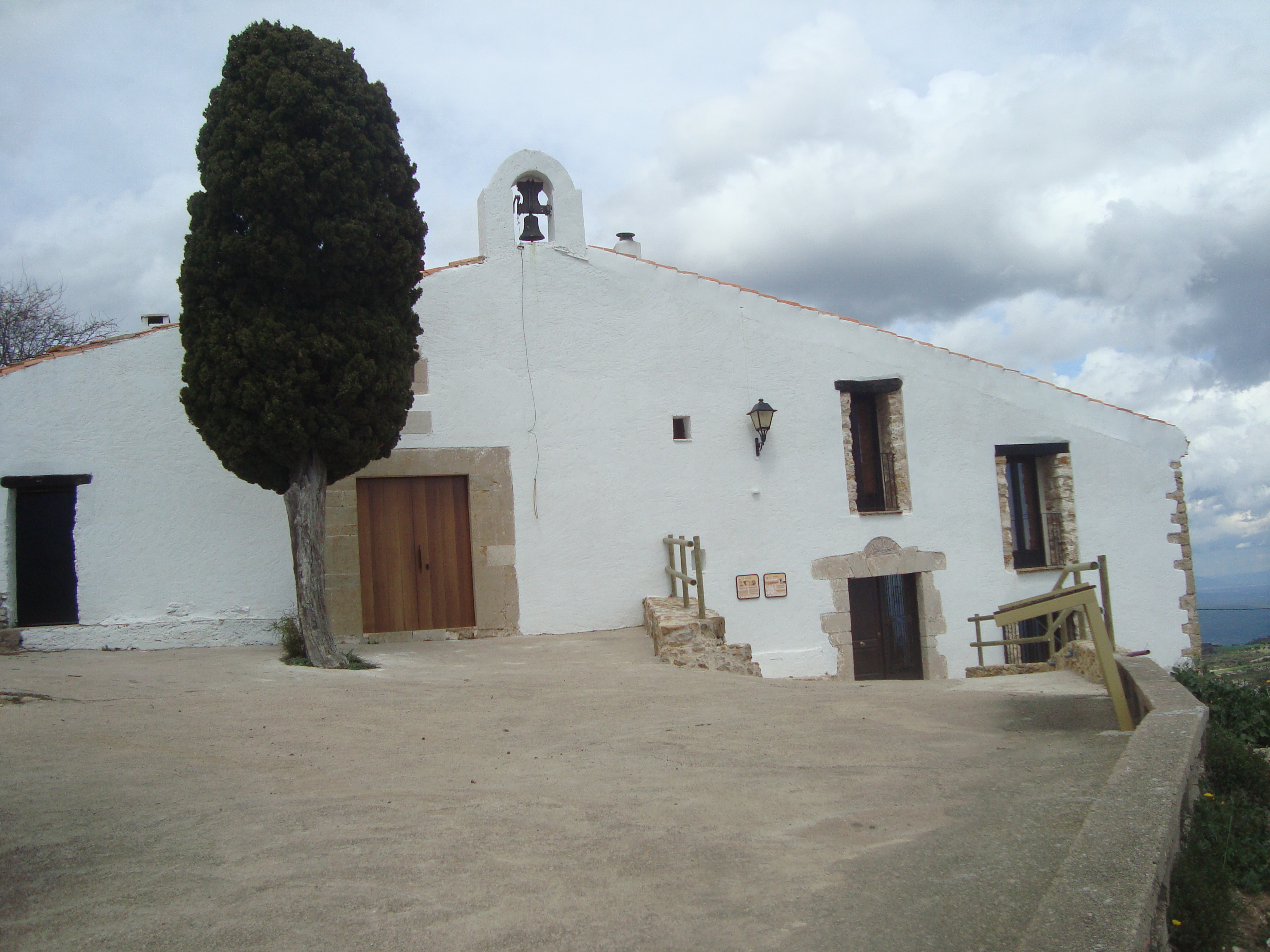
Ermita de San Juan de Nepomuceno

- Ermita de San Juan de NepomucenoErmita de San Juan Nepomuceno. (siglo XVIII).
- Iglesia. (siglo XVIII). Dedicada a San Miguel. De una sola planta con fachada neoclásica y campanario octogonal.
- Ayuntamiento. Edificio de interés arquitectónico.

#### Lugares de interés
En su término se encuentran, entre otras, las Fuentes del Camí, la Figuera, Canyo y Rotador.
También existen restos de antiguas neveras.

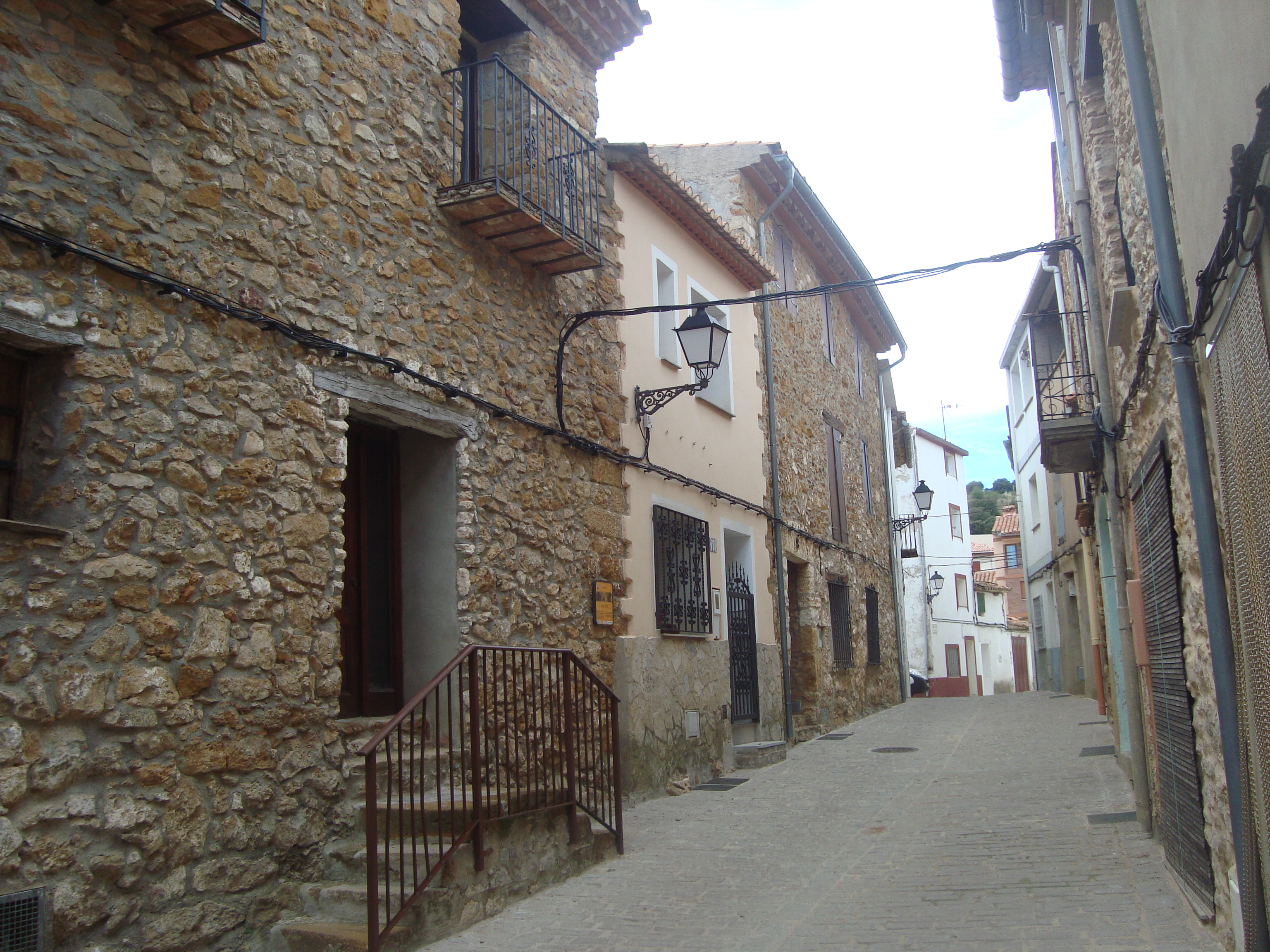
Calle de la Nevera

## Fiestas
- San Antonio. Se celebra el 17 de enero.
- Fiestas patronales. Tienen lugar en la semana siguiente al primer domingo de agosto en honor de San Miguel.

## Gastronomía

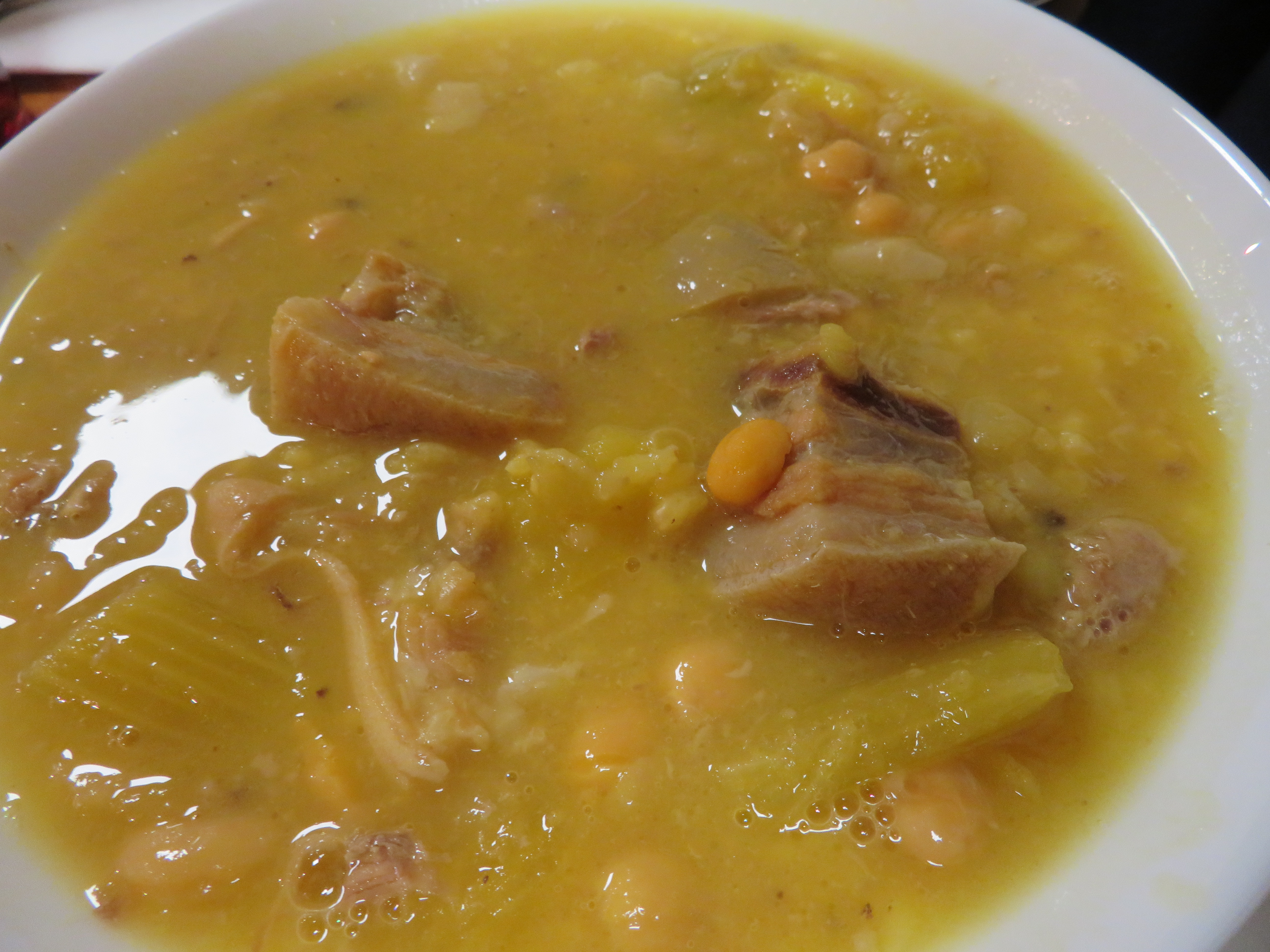
Plat d'Olla

De los platos típicos de la población destacan: Olla; carnes y embutidos a la brasa, figues albardades; rostit.

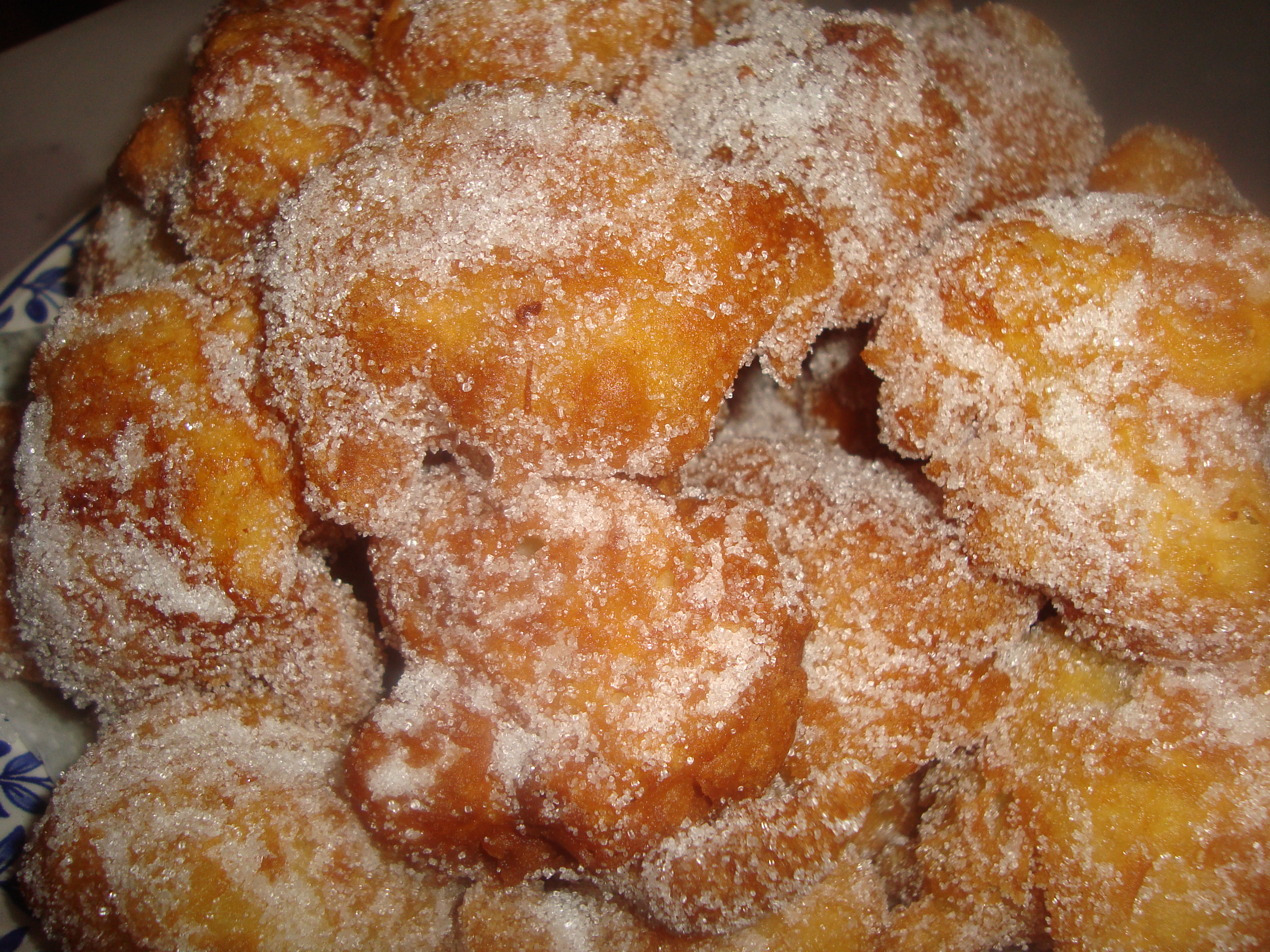
Figues albardades, repostería típica

## Administración y política
| Periodo   | Nombre                  | Partido   |
| --------- | ----------------------- | --------- |
| 1979-1983 | José Sales Beltrán      | UCD       |
| 1983-1987 | José Sales Beltrán      | AP        |
| 1987-1991 | José Sales Beltrán      | AP / PP   |
| 1991-1995 | José Sales Beltrán      | PP        |
| 1995-1999 | José Sales Beltrán      | PP        |
| 1999-2003 | Juan Francisco Beltrán  | PP        |
| 2003-2007 | Agustín Beltrán Monfort | PP        |
| 2007-2011 | José Barreda Climent    | PP        |
| 2011-2015 | Alfonso Arín Mestre     | PP        |
| 2015-2019 | Alfonso Arín Mestre     | PP        |
| 2019-2023 | Alfonso Arín Mestre     | PP        |
| 2023-act. | Itziar Lafita Balaguer  | PSPV-PSOE |

## Personajes
- José Barreda, asesino, maltratador y pendenciero del siglo XIX, conocido por el alias o apodo de "Pepurro" .
- El Rull de la Serratella, ladrón, bandolero, cabecilla de banda armada, (siglo XIX), fugitivo de las cárceles de Morella.